# Sinophorus bridgmanii
Sinophorus bridgmanii är en stekelart som först beskrevs av Dalla Torre 1901.  Sinophorus bridgmanii ingår i släktet Sinophorus och familjen brokparasitsteklar. Arten är reproducerande i Sverige. Inga underarter finns listade i Catalogue of Life.